# Carl Claudius
Carl August Claudius (født 1. maj 1855 i København, død 22. februar 1931 på Frederiksberg) var en dansk fabrikant, generalkonsul og samler.
Han var søn af buntmagersvend, senere rekvisitforvalter ved Det Kongelige Teater Carl Johan Edvard Jensen (fra 1882 Jensen Claudius) (1829-1895) og Caroline Jensine (Signe) Marie Carlsen (1836-1876).
Claudius var først lærer ved Mariboes Skole i København og derefter 1877-82 inspektør ved Det forenede Velgørenheds Selskabs Skole, men gik snart over i praktisk forretningsvirksomhed og boede 1884-1906 i Malmø, hvor han oprettede en tekstilfabrik. Endnu ved sin død var han indehaver af et blomstrende svensk etablissement for tilvirkning af possementvarer. 1914 blev han dansk konsul for Peru, 1915 generalkonsul.
I 1906 var han vendt tilbage til København. Allerede før sin sverigesophold var han stærkt musikinteresseret, og under opholdet i Sverige foranledigede han oprettelsen af den derværende sektion af Internationalt Musikselskab og var dennes formand indtil 1. verdenskrigs udbrud 1914. Derudover var han intiativtager til grundlæggelsen af Musikhistoriska Museet i Stockholm 1899, inden for hvis rammer han 1910 fik oprettet et Gunnar Wennerberg minnesrum, hvis forhistorie er skildret af ham i tidsskriftet Musik (1917). Hans opmærksomhed og gavmildhed var dog især rettet mod Musikhistorisk Museum, der nød godt af Claudius' ekspertise og filantropi. Han testamenterede sin samling af gamle instrumenter – en af de største i Europa – til den danske stat. Han var medstifter af Dansk Musikselskab og var i sine sidste år dettes formand, ligesom han selv skrev i dets tidsskrift, Aarbog for Musik. Desuden var han en ledende kraft i styrelsen af Handels- og Søfartsmuseet og i Dansk Folkemuseum.
Hans samling var koncentreret om musikinstrumenter, men Claudius samlede også på mønter, kobberstik, autografer, exlibris etc.
Som en anerkendelse fra svensk side blev han 1928 medlem af Kungliga Musikaliska Akademien. Claudius var gennem mange år formand for Sundby Asyl. Han blev Ridder af Dannebrog 1898, Dannebrogsmand 1920 og Kommandør af 2. grad 1923.
Han blev gift 15. november 1883 i Helligåndskirken med Johanne Sophie Mathilde Lynge (2. maj 1861 i København – 31. maj 1926 i Fredensborg), datter af boghandler, senere kancelliråd Hermann Henrik Julius Lynge og hustru. Hun var billedhugger og pianist.
Han er begravet på Frederiksberg Ældre Kirkegård. Der findes et portrætmaleri af Bernhard Österman 1902 i privateje. Buste udført af hustruen, hugget i marmor af H.P. Pedersen-Dan ca. 1925, i instrumentsamlingen.